# Вулиця Полунична (Львів)
Вулиця Полунична — вулиця у Шевченківському районі міста Львів, місцевість Збоїща. Пролягає від вулиці Чигиринської на захід, до заводу пластмасової фурнітури, перед яким розгалужується на два напрямки — один завершується тією ж вулицею Чигиринською, інший — перехрестям з вулицями Шкіряною та Братньою.

## Історія та забудова
Вулиця виникла у складі селища Збоїща під назвою Крива. У 1958 році, після приєднання Збоїщ до Львова, отримала сучасну назву.
Забудована одноповерховими приватними садибами.